# Занен
Занен (нем. Saanen) — коммуна в Швейцарии, на юго-западе кантона Берн. Находится в верхне-среднем течении реки Сарин (Зане), нижнем течении её притоков (Лауи и Турбах) и верховьях соседних рек Яун и Зимме.
Входит в состав округа Занен. Население составляет 6765 человек (на 31 декабря 2006 года). Официальный код — 0843.

## Состав
В общину входят следующие населённые пункты (Ortschaften):
- Занен (Saanen)
- Аблендшен (Abländschen)
- Биссен (Bissen)
- Эбнит (Ebnit)
- Грубен (Gruben)
- Грунд (Grund)
- Гштад (Gstaad)
- Кальберхёни (Kalberhöni)
- Заненмёзер (Saanenmöser)
- Шёнрид (Schönried)
- Турбах (Turbach)

## История
В X веке нашей эры земли, где сейчас расположен Занен, были частью Бургундского королевства. С XI века до 1555 года они были владениями графов Грейерцов, первый из которых, Вильгельм I, родился во второй половине XI века. В 1246 году Грейерцы стали вассалами Савойи и продолжали ими оставаться до 1546 года.
Расцвет региона приходится на XV век, но после 1500 года графство переживает финансовые проблемы, земли распродаются по частям и в 1554 году Грейерцы объявляются банкротами. Земли вокруг Занена попали под контроль Берна.
В 1995 году в Занене проходили съёмки некоторых эпизодов болливудского кинофильма  «Непохищенная невеста». 

## Известные уроженцы
• Gjon’s Tears